# Иосия (брат Иисуса)
Иосия (др.-евр. יהודה‬) — один из братьев Иисуса Христа согласно Новому завету. Упомянут в Евангелии от Марка.

## Сведения
В Новом Завете появляется только в Евангелии от Марка 15:40, согласно которому является двоюродным братом Иисуса. В средневековой «Золотой легенде» Иосия также отождествляется с Иисусом Иустом, также называемым Юстом, который в Деяниях апостолов 1:23 упоминается как кандидат на место, образовавшееся после смерти Иуды Искариота.

## Исследователи
- Тал Илан[англ.]
- Джеймс Табор[англ.]